# Antonio Lebo Lebo
Lebo Lebo es un futbolista angoleño. Juega de defensa.

## Biografía
Era es el capitán de su equipo, el Grupo Desportivo Sagrada Esperança. En 2005 ganó una Liga. y en 2006 pasó al Petro Atlético.

### Selección nacional
Ha sido internacional con la selección de fútbol de Angola.

## Clubes
- Grupo Desportivo Sagrada Esperança - (Angola)  2003 - 2005
- Petro Atlético - (Angola)  2006 - actualidad

## Títulos
- 1 Liga angoleña (Sagrada Esperança, 2005)

- Datos: Q953253